# DeAndre' Bembry
DeAndre' Pierre' Bembry (Charlotte, 4 luglio 1994) è un ex cestista statunitense, professionista nella NBA.

## Carriera
Si rende eleggibile per il Draft NBA 2016, che si svolge al Barclays Center di Brooklyn il 23 giugno, durante il quale viene selezionato con la 21ª scelta assoluta dagli Atlanta Hawks.